# 23111 Фрітцперлс
23111 Фрітцперлс (23111 Fritzperls) — астероїд головного поясу, відкритий 2 січня 2000 року.
Тіссеранів параметр щодо Юпітера — 3,563.